# Hassan (Indien)
Hassan (Kannada: ಹಾಸನ, Hāsana) ist eine Stadt mit rund 160.000 Einwohnern im südindischen Bundesstaat Karnataka. Die Stadt ist Verwaltungssitz des Distrikts Hassan.

## Lage
Hassan liegt auf dem Dekkan-Plateau im südlichen Karnataka in einer Höhe von ca. 950 m ü. d. M. knapp 185 km (Fahrtstrecke) westlich von Bangalore. Das Klima ist wegen der Höhenlage für indische Verhältnisse eher gemäßigt; Regen fällt nahezu ausschließlich in den Monsunmonaten Mai bis Oktober.

## Bevölkerung
Offizielle Bevölkerungszahlen werden erst seit 1991 erhoben und veröffentlicht.
| Jahr      | 1991   | 2001    | 2011    |
| Einwohner | 90.803 | 121.874 | 155.006 |

Ungefähr 72 % der Bevölkerung sind Hindus und 24 % Muslime; der Rest entfällt auf andere Religionen (Christen ca. 2 %, Jains ca. 1 %). Der männliche und der weibliche Bevölkerungsanteil sind ungefähr gleich hoch. Die Hauptsprachen sind Kannada und Hindi, unter den Muslimen ist Urdu verbreitet.

## Wirtschaft
Hassan ist ein wichtiger Verkehrsknotenpunkt. In der Umgebung werden Weizen, Kartoffeln, Zuckerrohr und Pfeffer angebaut. Die Stadt selbst haben sich Handwerker, Händler und Dienstleister aller Art angesiedelt. Zudem befindet sich in Hassan ein Kontrollzentrum der indischen Raumfahrtbehörde ISRO.

## Geschichte
Über die Geschichte des Ortes ist nur wenig bekannt: Im Mittelalter war Hassan eine der wichtigsten Städte des Hoysala-Reiches. Im 15. und in der ersten Hälfte des 16. Jahrhunderts war die Gegend Bestandteil des Vijayanagar-Reiches, dessen Macht jedoch mit der verlorenen Schlacht von Talikota (1565) gegen die Dekkan-Sultanate unterging, die ihrerseits nach 1685 vom Mogulreich erobert wurden. Wenige Jahre später (1690) kam das Gebiet unter die Kontrolle des Fürstenstaates von Mysore, dessen Herrschaft jedoch in der zweiten Hälfte des 18. Jahrhunderts durch Hyder Ali (reg. 1761–1782) und seinen Sohn Tipu Sultan (reg. 1782–1799) unterbrochen wurde. Danach spielten die Briten die dominierende militärische und wirtschaftliche Rolle in Südindien. Die Stadtentwicklung fand erst im 19. und 20. Jahrhundert statt.

## Sehenswürdigkeiten
Hassan selbst hat keine nennenswerten Sehenswürdigkeiten aufzuweisen. ist aber als Ausgangspunkt für Besuche der Hoysala-Tempel von Halebid, Belur und Korvangla sowie des Jaina-Heiligtums Shravanabelagola von einer gewissen touristischen Bedeutung. Die Stadt verfügt über ein Archäologisches Museum (Government Museum).